# Historisch Genootschap Roterodamum

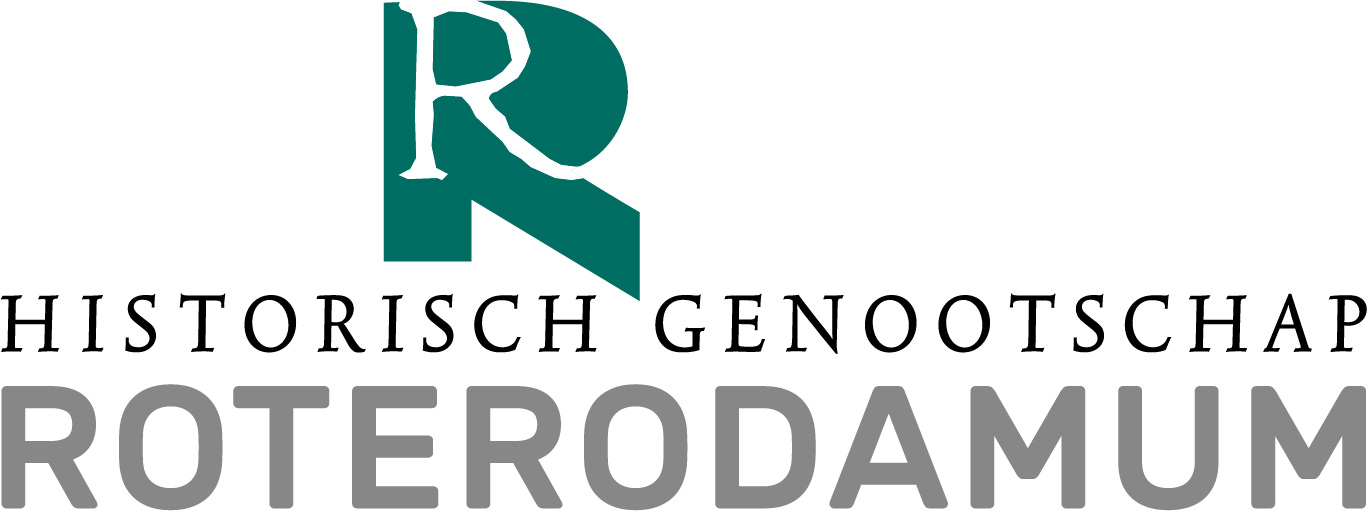
Het logo van Historisch Genootschap Roterodamum sinds 2020

Het Historisch Genootschap Roterodamum is een historische vereniging die is opgericht op 14 mei 1947 in Hotel Central aan de Kruiskade in Rotterdam. 

## Activiteiten
Het Historisch Genootschap Roterodam heeft circa 1800 leden en houdt het zich bezig met het organiseren van activiteiten rond de Rotterdamse geschiedenis. Dat gebeurt onder andere via lezingen, de zogenaamde Roterodamum Cafés, het tijdschrift 'De Kroniek' dat drie à vier keer per jaar verschijnt, en een tweemaandelijkse digitale nieuwsbrief.

## Dochterinstellingen

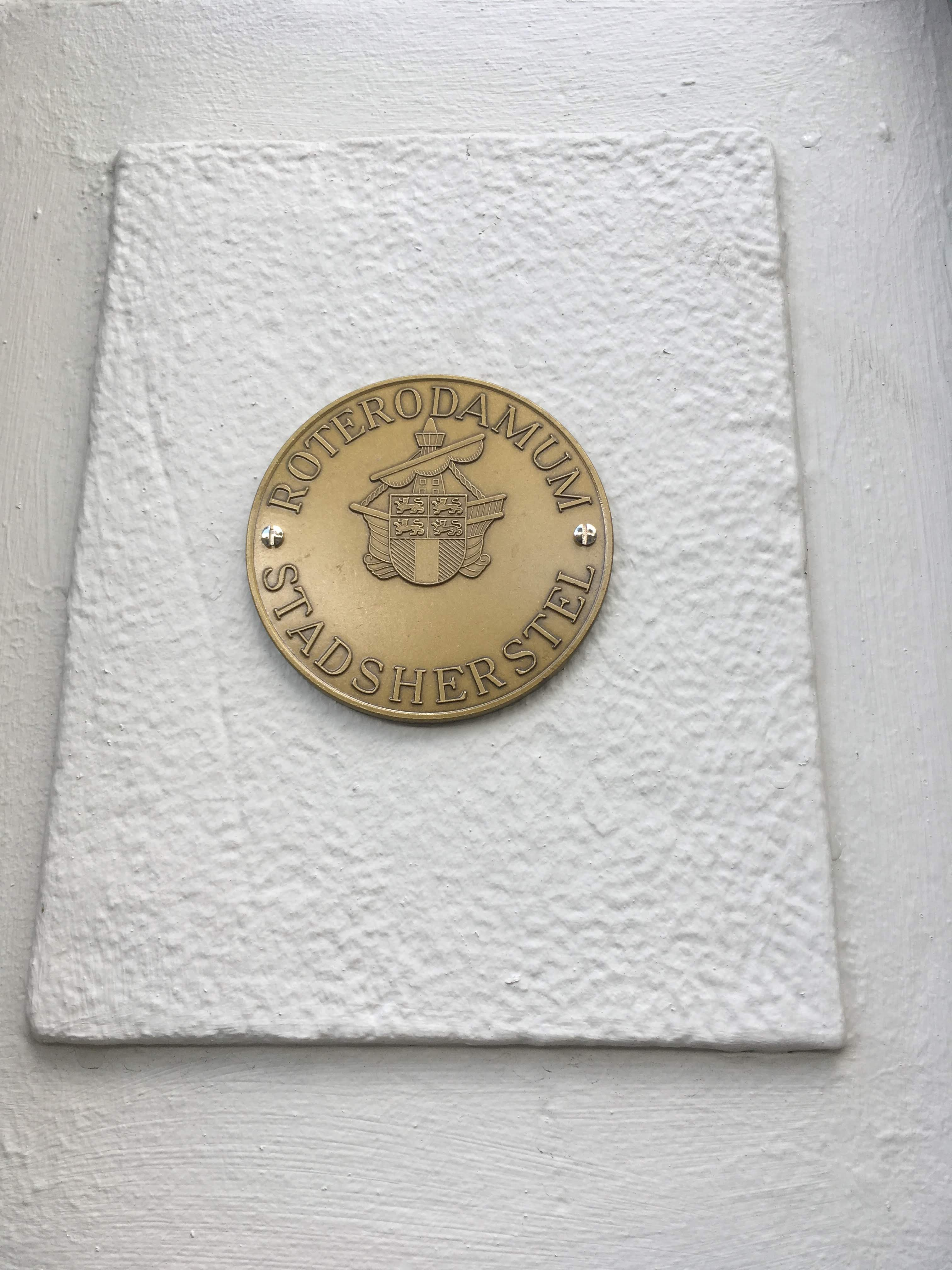
Het Monumentenschildje Roterodamum aan de gevel van de Mauritsweg 39, uitgereikt in september 2017

Een deel van de activiteiten is ondergebracht bij zogenaamde dochterinstellingen, stichtingen en commissies. Deze zijn onder andere:
Stichting Bijzondere Leerstoel Roterodamum Geschiedenis van RotterdamEen bijzondere leerstoel geschiedenis van Rotterdam waarmee Historisch Genootschap Roterodam aandacht aan de geschiedenis van de stad wil besteden. De bijzondere leerstoel bestaat sinds 1990 en is ondergebracht bij de Erasmus School of History, Culture and Communication (ESHCC) aan de Erasmus Universiteit. Sinds 1997 bekleed prof. dr. Paul van de Laar deze leerstoel.
Monumentencommissie en Monumentenschildje RoterodamumHet Rotterdamse gemeentelijke monumentenbeleid is gericht op het behoud en herstel van reeds geregistreerde (rijks/gemeentelijke) monumenten. De monumentencommissie van Roterodamum ondersteunt het gemeentelijke monumentenbeleid gericht op het behoud en herstel van reeds geregistreerde (rijks/gemeentelijke) monumenten. De monumentencommissie is ook een gesprekspartner van de gemeente rond het gemeentelijke erfgoedbeleid en de aanwijzing van gemeentelijke monumenten. Jaarlijks draagt zij ook eigenaren, bewoners of gebruikers van een goed onderhouden of gerestaureerd pand voor voor het Monumentenschildje Roterodamum: 
Stichting Rotterdam is vele DorpenDe Stichting Rotterdam is vele Dorpen (SRivD) een samenwerkingsverband tussen Rotterdamse verenigingen, stichtingen, oudheidkamers en individuen die zich in allerlei delen van de stad bezig houden met de historie en het erfgoed van de stad.
Stichting Historische Publicaties RoterodamumStichting Historische Publicaties Roterodamum (SHPR) houdt zich sinds haar oprichting in 1974 zich bezig met het bevorderen van publicaties over Rotterdam. Uiteindelijk heeft dit geleidt tot een reeks van 200 publicaties met het keurmerk van deze stichting.
Mr. J. Dutilh-prijsEen tweejaarlijks toegekende prijs voor de auteur van het beste boek over Rotterdam, ingesteld in 1992.

## Geschiedenis

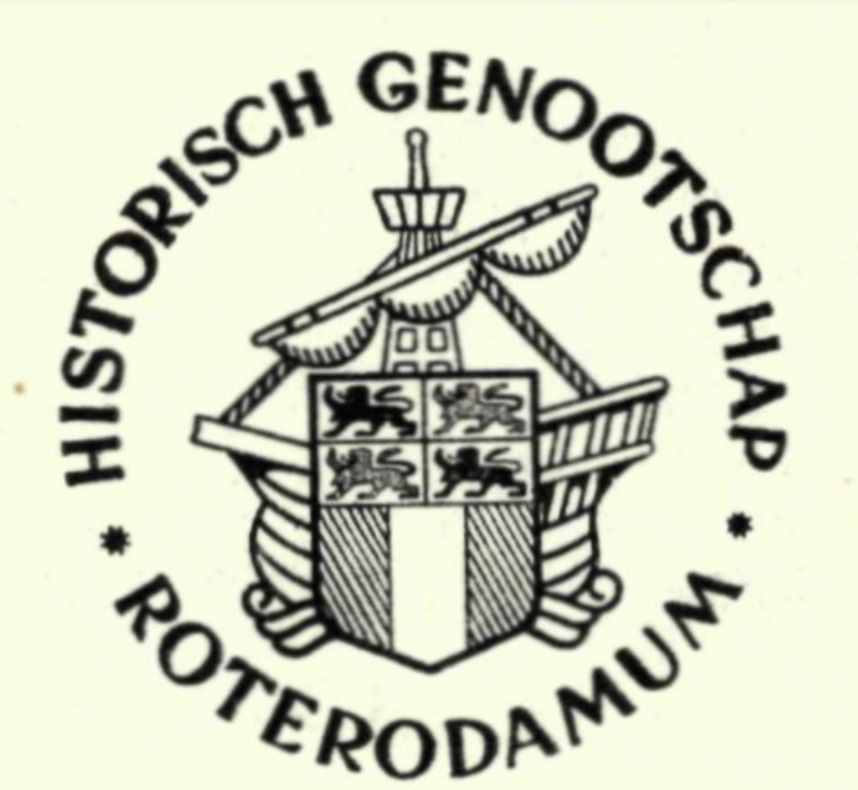
Het logo van Historisch Genootschap Roterodamum bij oprichting in 1947

De aanzet voor het oprichten van Historisch Genootschap Roterodamum vond plaats op 24 maart 1947 in Museum Boymans. Die avond waren een aantal geïnteresseerde Rotterdammers bijeen naar aanleiding van een eerder die maand rondgestuurde circulaire waarin het streven tot het oprichten van een historische vereniging werd aangekondigd. Op deze avond spraken onder andere burgemeester P.J. Oud en prof. mr. L.J. Hijmans van den Bergh. De laatste zorgde anderhalve maand later voor de (goedgekeurde) statuten van het genootschap. 
Naast de benoeming van burgemeester P.J. Oud als erevoorzitter bestond het eerste bestuur uit:
- Mr. W.F. Lichtenauer, voorzitter
- Mr. J. Dutilh Jr., secretaris
- Mr. P.E.W. Lugt, penningmeester
- Dr. F.K.H. Kossmann, plaatsvervangend voorzitter
- Mr. H.C. Hazewinkel
- J.E. van der Pot
- L.J. Rogier

Spoedig na de oprichting telde de vereniging 380 leden. Naast het organiseren van activiteiten rond historische Rotterdamse gebeurtenissen, zorgde ze voor een publicatiereeks: Roterodamum over Rotterdam in heden en verleden. Het Rotterdams Jaarboekje, dat sinds 1888 wordt uitgegeven, vindt jaarlijks zijn weg naar de leden.